# Sabina Babayeva

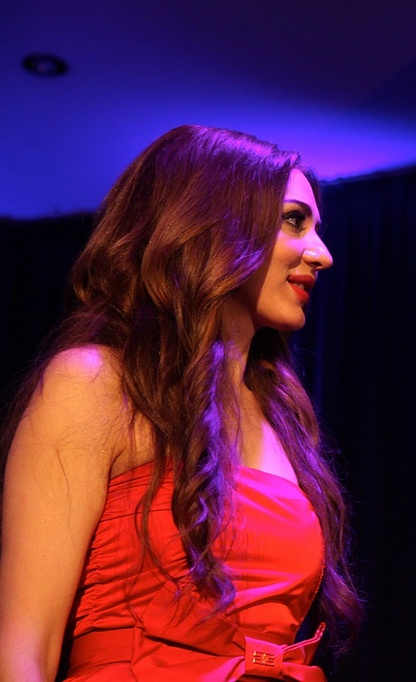
Sabina Babayeva

Sabina Babayeva (Bakú, 2 de desembre de 1979) és una cantant azerbaidjanesa. Va representar Azerbaidjan al Festival de la Cançó d'Eurovisió 2012, situant-se en el 4t lloc amb la seva cançó When the Music Dies. Es va casar amb Cavidan Şerifov el 26 de setembre de 2012.